# 지상에서 영원으로
《지상에서 영원으로》(From Here To Eternity)는 미국에서 제작된 프레드 진네만 감독의 1953년 전쟁, 드라마, 멜로/로맨스 영화이다. 버트 랭카스터 등이 주연으로 출연하였고 버디 애들러 등이 제작에 참여하였다.

## 줄거리
1941년, 한때 프로 복서였던 나팔수이자 직업 군인인 로버트 E. 리 프루이트 일병은 포트 샤프터에서 오아후섬의 스코필드 막사에 있는 소총 중대로 전속된다. 다나 "다이너마이트" 홈즈 대위는 그를 연대 복싱 팀에 영입하고 싶어 하지만, 프루이트는 더 이상의 설명 없이 완강히 거부한다. 그 결과, 홈즈는 프루이트의 삶을 비참하게 만들고 결국 선임하사 밀턴 워든에게 군사법원을 준비하라고 명령한다. 워든은 대안으로 프루이트의 중대 처벌을 두 배로 늘릴 것을 제안한다. 프루이트는 다른 하사관들에게 괴롭힘을 당하지만, 그의 친한 친구인 안젤로 마지오 일병만이 그를 지지한다.
프루이트와 마지오는 사교 클럽에 가입하고, 그곳에서 프루이트는 로렌에게 매력을 느낀다. 프루이트는 로렌에게 스파링 파트너의 눈을 멀게 한 후 복싱을 그만두었다고 털어놓는다. 클럽에서 마지오는 영창 병장 "팻소" 저드슨과 말다툼을 한다. 나중에 현지 술집에서 저드슨이 마지오를 도발하고, 워든이 개입하기 전에 둘은 거의 주먹다짐을 할 뻔한다.
워든은 경고에도 불구하고 홈즈의 아내인 캐런과 친분을 시작하면서 감옥에 갈 위험을 무릅쓴다. 홈즈와의 결혼 생활은 불행하고 소원했으며, 홈즈의 음주와 외도로 인해 그녀의 유일한 아이가 사산되고 그 결과 불임이 되면서 더욱 악화되었다. 캐런은 워든에게 장교가 될 것을 권유하는데, 그렇게 되면 그녀가 홈즈와 이혼하고 그와 결혼할 수 있기 때문이다.
마지오는 경계 근무를 이탈하고 술에 취한 후 영창에 갇히고, 저드슨의 부적절하고 권한 없는 분노에 시달린다. 프루이트는 로렌의 진짜 이름이 알마이며, 그녀의 목표는 본토로 돌아가 결혼하기 위해 클럽에서 충분한 돈을 버는 것임을 알게 된다. 프루이트는 그녀에게 자신의 직업이 군인이라고 말하고, 둘은 함께할 미래가 있을지 궁금해한다.
홈즈의 복싱 팀원 중 한 명인 갈로비치 병장이 프루이트와 싸움을 벌인다. 홈즈는 이를 막지 못하고, 이는 연대장에 의해 목격된다. 프루이트가 싸움에서 이기자 홈즈는 마침내 개입하여 프루이트를 다시 벌하려 하지만, 갈로비치가 싸움을 시작했다는 것을 알고는 아무것도 하지 않는다.
마지오는 저드슨에게 잔혹하게 구타당한 후 영창에서 탈출하고 프루이트의 품에서 죽는다. 복수를 위해 프루이트는 뒷골목 칼싸움에서 저드슨과 맞붙는다. 프루이트는 저드슨을 죽이지만 심한 부상을 입고 로렌과 함께 머문다. 워든은 프루이트의 무단이탈을 은폐해 준다.
홈즈의 행동에 대한 조사를 시작한 후, 연대장은 군사법원 대신 그의 사임을 명령한다. 홈즈의 후임자인 로스 대위는 다른 하사관들을 질책하고 갈로비치를 일병으로 강등시키며, 더 이상 복싱을 통한 진급은 없을 것이라고 단언한다. 캐런은 워든에게 홈즈의 사임으로 인해 그들이 본토로 돌아가야 한다고 말하지만, 워든은 장교가 될 생각이 없음을 밝히며 그들의 관계를 사실상 끝낸다. 워든은 그녀에게 언젠가 어디선가 다시 만날 것이라고 약속한다.
12월 7일, 일본군이 진주만을 공격한다. 워든은 지휘권을 잡고 커피를 만들라고 명령하며 공격에 대한 맹렬한 저항을 이끈다. 로렌이 자신과 함께 있어 달라고 애원함에도 불구하고, 프루이트는 자신의 중대로 돌아가려 하지만 정지 명령을 거부하다 군사경찰에게 사살된다. 워든은 그를 고집불통이지만 훌륭한 군인이라고 평가한다.
며칠 후, 캐런과 로렌은 우연히 본토로 가는 배에서 나란히 서게 된다. 캐런은 레이를 바다에 던지며 다시 하와이로 돌아올 수 있을지 궁금해한다. 로렌은 캐런에게 자신이 "약혼자"라고 밝힌 프루이트가 공격 중에 사망하고 은성훈장을 받은 폭격기 조종사였기 때문에 돌아가지 않을 것이라고 말한다. 캐런은 그 이름을 알아보지만 아무 말도 하지 않는다.

## 출연

### 주연
- 버트 랭카스터
- 몽고메리 클리프트
- 데보라 카
- 도나 리드
- 프랭크 시나트라

### 조연
- 필립 오베
- 미키 쇼네시
- 해리 벨라버
- 어네스트 보그나인
- 잭 워든
- 존 데니스
- 팀 라이언
- 아서 키건
- 바바라 모리슨

## 기타
- 원작자: 제임스 존스
- 세트: 프랭크 터틀
- 의상: 진 루이스